# Хонокхук
Хонокхук (тайск. นกฮูก, нокхук — «сова») — хо, 44-я, последняя буква тайского алфавита. По траянгу относится к аксонтамдиау (одиночная нижнего класса). Может быть только инициалью, в качестве финали слога не встречается. На клавиатуре проецируется на клавишу рус.М. По правилам транскрипции сакоткам заменяется на хохип. В лаосском алфавите соответствует букве хохыан (дом).

## Слова на хонокхук
- Хо (ฮ่อ) — китайские мусульмане в Таиланде.